# Bohema Revuo Esperantista
Časopis českých esperantistů - Bohema Revuo Esperantista è stata una rivista in esperanto, organo della Bohema Unio Esperantista negli anni dal 1907 al 1914.
Il fondatore e primo redattore della rivista fu Eduard Kühnl. 